# Herwen-Hemeling
Herwen-Hemeling is een archeologische vindplaats in Nederland nabij het Gelderse plaatsje Herwen. In 2022 zijn er de resten van een Romeins heiligdom gevonden. De vondsten zijn niet alleen voor Nederland maar voor het hele noordwestelijke deel van het toenmalige Romeinse Rijk vrij uniek. Er werd een gemetselde vloer van een Gallo-Romeinse tempel gevonden met vele altaren met goed leesbare wijdingen aan het keizerlijk huis en een aantal goden zoals Mercurius, Jupiter, Jupiter Serapis en vooral aan Hercules Magusanus, de hoofdgodheid van de Bataven. Daarnaast is er een keur aan kleinere vondsten zoals metalen voorwerpen, waaronder veel mantelspelden.
Een andere opvallende vondst leek eerst een waterput te zijn, maar omdat er een soort wenteltrap de put invoert zou het ook een rituele plek geweest kunnen zijn.
De vindplaats ligt in een kleiput waar kleiwinning al begonnen was voordat de vondst bekend werd. Hierdoor kan de plaats als zodanig niet behouden blijven hoewel  het verband met de Neder-Germaanse limes, een Unesco Werelderfgoed, waartoe het nabijgelegen Carvium behoort, overduidelijk is.